# Mfoundi
Departament Mfoundi – departament w Regionie Centralnym w Kamerunie ze stolicą w Jaunde. Na powierzchni 297 km² żyje około 1 248,2 tys. mieszkańców.